# プロ野球 ファミスタ 2020
『プロ野球 ファミスタ 2020』（プロやきゅう ファミスタ 2020）は、バンダイナムコエンターテインメントより2020年9月17日に発売されたNintendo Switch用野球ゲーム。
Switchにおけるファミスタシリーズ第2作で、前作『プロ野球 ファミスタ エボリューション』から2年振りの発売。

## 概要
基本的なゲームシステムは前年に発売されたニンテンドーSwitch用ソフト『プロ野球 ファミスタ エボリューション』（以下、前作）から大きく変更されていないが、今作から『プロ野球 ファミスタDS』から続いていた選手育成要素の廃止に伴い選手レベルが廃止され、過去作よりも非常に能力が高く、スキルも通常のものと上位版のものと簡略化されているのが特徴。
今作から新たに決め球の種類が2つに増えており、Yボタンで第1決め球、Xボタンで第2決め球と使い分けが可能になっている。また、ファミスタシリーズとしては初となる選手の見た目にバリエーションが付くようになり、肌の色・体型タイプ・体型・髪型・顔・アクセサリーと選手に個性が出るようになった。
発売時の期間限定特典として、ファミスタ2020のCMで登場したお笑いタレントの出川哲朗が使用できるダウンロード番号と、1992年発売の『スーパーファミスタ』を基に2020年の選手データを搭載した『スーパーファミスタレトロ2020』、野球のルールが分かるクイズ形式の『ファミスタQ』、YouTuberのトクサンTVとコラボした動画コンテンツ、『ファミスタ×トクサンTV 野球上達8番勝負』が含まれた3つのスペシャルコンテンツのダウンロード番号がプレゼントされた。

## 収録チーム
今作でもアップデートにより12球団の現役選手の追加やトレードによるシーズン途中移籍が反映されるようになった。
- パシフィック・リーグ
  - 埼玉西武ライオンズ
  - 福岡ソフトバンクホークス
  - 東北楽天ゴールデンイーグルス
  - 千葉ロッテマリーンズ
  - 北海道日本ハムファイターズ
  - オリックス・バファローズ
- セントラル・リーグ
  - 読売ジャイアンツ
  - 横浜DeNAベイスターズ
  - 阪神タイガース
  - 広島東洋カープ
  - 中日ドラゴンズ
  - 東京ヤクルトスワローズ

- 前作から引き続き登場するオリジナルチーム
  - ナムコスターズ [注 1]
  - ブラックナムコスターズ（ファミストーリーをクリアすると使用可能できる隠しチーム。所属する選手は一部の選手を除いて前作とほぼ同じ。）
  - メタルズ（ファミストーリーをクリアすると使用可能できる隠しチーム。前作と比べて能力が非常に底上げされている。）
  - 日本女子プロ野球選抜
  - 日本女子ソフトボールリーグ選抜
  - ルートインBCリーグ選抜
  - 四国アイランドリーグplus選抜

- 今作から新たに登場したオリジナルチーム
  - 助っ人外国人選抜
  - 北海道ベースボールリーグ選抜
  - 東京六大学選抜 [注 2]
  - SWBC Japan [注 3]
  - 天晴-appareｰ[注 4]
  - 野球日本代表（侍ジャパン） [注 5]

## モード
メインとなるモードは後述する通り、「ファミス対戦」「ファミストーリー」「ファミスタパーティ」「エディット」が存在する。
この他、過去作におけるプロ野球ペナントレースにあたるマイペナントとトレーニングが収録された「いろいろファミスタ」、操作設定やサウンドなどを変更することができる「オプション」、パスワードを入力する事でファミストーリーや選手が使用可能になったり操作方法が学べるチュートリアルが搭載された「スペシャル」、ゲームを進めるとエディットで使用できるパーツが増える「実績」が搭載されている。

## ファミス対戦
前作におけるおなじみファミスタ、おすそ分けファミスタ、ファミネットにあたるモード。前作同様「ひとりで対戦」、「みんなで対戦」、「オンライン対戦」、「ローカル対戦」の他にファミリースタジアム2003以来の登場となる「観戦」、Ver.1.3.0に収録された、ドラフトでゲーム内の選手を獲得してチームを強化してリーグ戦を行う「ドラフト対戦」が追加された。

## ファミストーリー
今作のメインとなるモード。ファミスタシリーズ定番のオリジナルチーム「ナムコスターズ」の結成秘話となる野球RPG。ナムコスターズの顔とも言えるパックを主人公に、宇宙から来たメタル星人の野望を阻止するために仲間たちと奮闘していく。
試合やミッションを進めながら能力を上げていく内容で、シナリオを進めていくとナムコスターズの選手が加入していくというシステム。ゲーム内の通貨であるマニーを使ったりミッションをクリアすることで装備やアイテムで一部の能力を上げたり、スキルを変更することも可能。また、ゲーム終盤になるとマニーを使って12球団をスカウトしてナムコスターズに加入させることが出来る（ただし1試合に加入できるのは3名のみ）。

### 登場人物
今作では初めてナムコスターズを初めとしたキャラクター達に声優が付けられ、一部の声優を除いてほとんどの声優が青二プロダクション所属の声優となっている。また、ナムコスターズのみファミストーリー専用のスキルが登場するためここに記載する。

#### ナムコスターズ
パック
声 ｰ 古谷徹
専用スキル ｰ 逃げ切り！（自チームがリードしている時にパワー↑特大）
ファミストーリーの主人公。メインポジションは三塁手。野球好きの普通の高校生だったが裏山に立っていた金色のバットに触れたことをきっかけに地球でただ一人のファミスラッガーに覚醒。バンナ村の仲間と共にナムコスターズを結成し、メタルズに勝利するためにナムコスターズのキャプテンとして奮闘する。
性格は熱血漢だが比較的常識人で、個性的なチームメイトやライバルへのツッコミをする事が多い。

ピノ
声 ｰ 落合福嗣 
専用スキル ｰ 俊足の証明（二塁ランナーに走力↑特大）
ナムコスターズのメンバーの一人でパックとは幼なじみ。メインポジションは外野手で抜群の走力が自慢。
常に敬語口調でパックやモモには「先輩」と呼んでいるしっかり者の性格だが、マイペースでどこか天然ボケじみた言動をすることも多い。

モモ
声 ｰ 緒方佑奈
専用スキル ｰ ワンダーダイブ（「パック」がヒットを打った次の回に球威・横変化↑特大）
ナムコスターズのメンバーの一人でパックとは幼なじみ。メインポジションは先発投手で切れ味抜群の右変化とコントロールが武器。
パックに対して淡い恋心を抱いているものの素直になれずにツンデレ気味に接することが多い。

マッピー
声 ｰ 長江里加
専用スキル ｰ 縁の下の力持ち（毎打席パワースイング回数+2）
ナムコスターズのメンバーの一人。メインポジションは遊撃手でチーム屈指のバントの上手さを誇る。
少し気弱な性格だが言いたいことはしっかり言う正義感の強いしっかり者。警察官に目指しているため交番に財布を落とした事を恥ずかしくて言えないというシャイな部分も。

ワルキューレ
声 ｰ 佐倉綾音
専用スキル ｰ クールな戦士（自チームがリードされている時に打席に立つとミート↑大）
ナムコスターズのメンバーの一人。メインポジションは外野手で走攻守を兼ね備えたオールラウンダー。
練習では常にストイックなクールビューティだが、普段はスイーツが好きなどという一面も。

サンドラ
声 ｰ 竹田海渡
専用スキル ｰ 緑の戦士！（塁上に「ワルキューレ」がいる時に打席に立つとミート・パワー↑大）
ナムコスターズのメンバーの一人。メインポジションは一塁手でパワー溢れる打撃が持ち味。また、150km/hの速球を投げられる先発投手でもあるが、サンドラ本人もバッター一本で頑張ると述べているため能力自体は上がらない。
心優しい性格で何かと親友のワルキューレのことを気にかけている。語尾は「なんだな」をよく付けることが多い。

ソルバルウ
専用スキル ｰ …%$#`*+~（リリーフ登板した回のみに相手打者のミート・パワー↓大）
ナムコスターズのメンバーの一人。メインポジションはリリーフ投手で打たせてとる巧みな変化球が武器。
機械音声のようなゼビ語で喋り（セリフも「#####」のようになっている）パック達にもゼビ語を理解できないが、野球に対する熱意は本物。また、たまたまマーズマンが落とした機械がきっかけでカタコトだが普通に喋れたことがあった。

平景清
声 ｰ 城岡祐介
専用スキル ｰ 武士道（塁上に走者がいない時に打席に立つとミート・パワー↑大）
ナムコスターズのメンバーの一人。メインポジションは外野手で抜群の打撃力が武器の好打者。
常に武士口調で喋り仁義を重んじる性格で度々モモに勝負を挑んでくる。外国語を苦手としており、横文字だらけの野球のルールを覚えるのに一苦労する部分も。

ピピ
声 ｰ 田邊幸輔
専用スキル ｰ 炎の投球！！（相手走者が三塁にいる時に球速・球威・変化↑特大）
ナムコスターズのメンバーの一人。メインポジションは先発投手で160km/hを超える剛速球が武器の本格派ピッチャー。
自他ともに認める熱血漢で他チームの選手はおろかメタルズの選手の感情を揺さぶる熱い心の持ち主。一時は熱い心を持った選手に会えず野球を諦めていたが、パック達の熱意に感銘しナムコスターズに加入した。

イシター
声 ｰ 香里有佐
専用スキル ｰ 女神のご加護（イシターが出塁している時に打席の打者のミート・パワー↑大）
ナムコスターズのメンバーの一人。メインポジションは外野手で巧みな守備が武器。
女神の名にふさわしく寛容で争いごとを好まない性格で、メタル星人たちにも言いくるめるなど少し強気な部分も。

ニャームコ
声 ｰ 神島正和
専用スキル ｰ 猫だまし（塁上にランナーがいない時に打席に立つと相手投手の球速・球威変化↓大）
ナムコスターズのメンバーの一人。メインポジションは捕手で手堅い守備力と小技の上手さが持ち味。
野球の知識には長けており、敵の情報にも滅法強いチーム屈指の情報通。関西弁で喋り金にはがめついが、チームのことを何かと気に掛けている情にも厚い性格。

ギル
声 ｰ 坂田将吾
専用スキル ｰ 真面目な勇者（塁上にランナーがいる時に打席に立つと走力↑大）
ナムコスターズのメンバーの一人。メインポジションは二塁手で、走攻守をそつなくこなす安定したステータスの持ち主。
真面目すぎる性格が故に勘違いも多くチームを振り回すことも多い。また、占い師に騙されてしまいオーバーワークを敢行してしまったことも。

アチャ
声 ｰ 厚地彩花
専用スキル ｰ あの背中に憧れて（塁上に「ピノ」がいる時に打席に立つとパワー↑大）
ナムコスターズのメンバーの一人。メインポジションは捕手でピノに匹敵する走力と抜群の強肩が武器。
気弱で引っ込み思案な性格だが、ピノに対して何かと気を掛けて陰ながらピノを支えている。影が薄いことを気にしており、影の薄さを解消するためにイシターに誘われてキックボクシングを練習する努力家な一面も。

プーカァ
声 ｰ 田中啓太郎
専用スキル ｰ 超心配性（自チームがリードしている時にミート↑大）
ナムコスターズのメンバーの一人。メインポジションは外野手でチーム屈指の守備力を誇る守備のスペシャリスト。
普段は地中で暮らしており、極度の心配性で普段からオドオドしているため初球からスイングするのを苦手としている。

ギャラガ
声 ｰ 佐藤悠雅
専用スキル ｰ 宇宙の力（「メタルアリーナ」で登板すると横変化↑特大）
ナムコスターズのメンバーの一人。メインポジションはリリーフ投手で球こそ速くは無いものの、柔軟な変化球が武器。
メタル星人を倒してスーパースターになってモテモテになるために野球を始めたお調子者。とにかく目立つ人物がいればいるほど燃え上がる根っからの目立ちたがり屋で何かとポジティブ思考。「イケイケGOGOだ！」が口癖。

ファイガ
声 ｰ 新井良平
専用スキル ｰ 永遠のライバル（塁上に「パック」がいる時に打席に立つとミート・パワー↑特大）
プロに匹敵するとも言われている強豪チーム｢シナーガシーサイズ」のキャプテンで、ファミスラッガーになったパックに対して敵対心を抱き、何度か一打席勝負を挑んでくる。プロランク野球大会で12球団全てのチームに勝利すると戦うことになり、試合に勝利すると満身創痍の中試合に挑んだ事を明かし、パックの強さを改めて認めてナムコスターズに加入することになる。
メインポジションは投手だが一塁と外野も守れる二刀流。攻守に渡ってバランスの取れた能力が特徴で安定した強さを持つ。
一匹狼のクールな性格だが内に秘めた熱いハートは誰にも負けない静かな闘志の持ち主。

ブリンキー
声 ｰ ボルケーノ太田
専用スキル ｰ アピールタイム（塁上に「ピンキー」がいる時に打席に立つとミート・パワー↑大）
「シナーガシーサイズ」のチームメイトの一人でファイガやピンキーと共に行動する事が多い。プロランク野球大会で12球団全てのチームに勝利すると戦うことになり、試合に勝利するとファイガやピンキーと共にナムコスターズに加入することになる。
メインポジションは外野手で強肩強打が持ち味の生粋のパワーヒッター。
兄貴肌の性格で、幼い頃パックと共に遊んでいた事がありガキ大将だった事からパックは苦手としているが、実際のところ根は良い奴で何かとパックを気にかけていて行動を移している。

ピンキー
声 ｰ 天希かのん
専用スキル ｰ 恋する乙女心（「パック」がヒットを打った次のイニングに球威・下変化↑大）
「シナーガシーサイズ」のチームメイトの一人でファイガやブリンキーと共に行動する事が多い。プロランク野球大会で12球団全てのチームに勝利すると戦うことになり、試合に勝利するとファイガやブリンキーと共にナムコスターズに加入することになる。
メインポジションはリリーフ投手だが遊撃手や捕手も守れる二刀流。野手としての能力は平均的だが投手としては優秀で、緩急自在の投球が武器。
パックに対して猛烈な恋心を抱いており、パックに対して「パック様」と純愛を抱くほど。モモとは恋敵として勝手にライバル視している。

メタラチャン
声 ｰ 山根綺
専用スキル ｰ ゾーン（登板中、自チームが3点差以上リードされていると球速・球威・変化↑特大）
元々はいじめられていた所をパックに助けられたことでパック達と共に行動するようになる。
メタルズキャプテンのメタルクンは父親でメタラチャンは「ダディ」と呼んでいる。父親であるメタルクンとのいざこざをきっかけに父であるメタルクンを見返すためにナムコスターズに所属する事になった。
メインポジションは三塁手だが先発投手や外野手としても守れる。能力は父親に劣るがポテンシャルの高さはピカイチ。

#### メタルズ
メタルクン
声 ｰ 阪口大助
メタル星唯一のファミスラッガーの1人でメタルズのキャプテン。全宇宙対抗野球大会を開催させた張本人で冷徹な性格だが、意外とお茶目でジョークを飛ばすことも多い。メタラチャンとは息子だがプレーが下手という事で息子であろうが冷ややかな態度を取っている。ポジションは先発投手と外野手・遊撃手の二刀流。

ツチノコ
声 ｰ 小野将夢
バンナ村に偵察目的で最初に降り立ったメタル星人。アダムスキーと共に行動する事が多く、乱暴な性格。メインポジションは二塁手。

アダムスキー
声 ｰ 坂井易直
バンナ村に偵察目的で最初に降り立ったメタル星人。ツチノコと共に行動する事が多く、マイペースな性格。メインポジションは外野手だが先発投手も出来る二刀流。

ガシャドクロ
声 ｰ 清水健佑
バンナ村に偵察目的で最初に降り立ったメタル星人。ツチノコ・アダムスキーは子分にあたり、よく共に行動している。粗暴な性格だがピピの熱い魂に感銘を受けたりする一面も。メインポジションは外野手。

マーズマン
声 ｰ 滑川洋平
Aランク大会に優勝すると偵察目的で降り立ったメタル星人で、メタル星人四天王の一人。フランクな口調で喋り、ナムコスターズにも陽気に接してくる。ラーメン屋で機械を忘れてくるうっかり屋な一面も。メインポジションはリリーフ投手。

プラズマ
声 ｰ 深川和征
Aランク大会に優勝すると偵察目的で降り立ったメタル星人で、メタル星人四天王の一人。常にクールな性格で冷静口調で話す。メインポジションは遊撃手。

ターボばばあ
声 ｰ 鶴田真希
Aランク大会に優勝すると偵察目的で降り立ったメタル星人で、メタル星人四天王の一人。老婆のような喋り方だがババアと呼ばれるのを気にしている。メインポジションは外野手。

カグヤ
声 ｰ 根本京里
Aランク大会に優勝すると偵察目的で降り立ったメタル星人で、メタル星人四天王の一人。高圧的な態度を取ることが多く、プラズマを始めとした他選手になだめられることが多い。メインポジションはリリーフ投手。

#### 天晴ｰappareｰ
トクサン
声 ｰ 徳田正憲
バンナ村で野球を極めた通称「野球仙人」と呼ばれる人物で、よく裏山にいる事が多い。「ホイホイ」が口癖で大好物のホイホイまんじゅうやスーパーホイホイまんじゅうと引き換えにパックを指導した。Aランク大会決勝では天晴ｰappareｰのキャプテンとしてナムコスターズに立ちはだかる。タマーチに移ってからは何かとナムコスターズを気にかけており、バンナ村のクニヨシとジュンの役割を担っている。

ライパチ
声 ｰ 大塚卓
バンナ村の野球SHOPの店長を勤めており、ピノとは仲が良い。Aランク大会決勝では天晴ｰappareｰの選手としてナムコスターズに立ちはだかる。

アニキ
声 ｰ 平山勝雄
バンナ村の野球ミッション屋の店長を勤めており、モモとは仲が良く関西弁で喋る。Aランク大会決勝では天晴ｰappareｰの選手としてナムコスターズに立ちはだかる。

クニヨシ
声 ｰ 国吉大樹
ジュンと共にかせんじき球場周辺で練習試合を探してくれる人物。お調子者の性格で、ことある毎に「右よし！左よし！クニヨシ！！」というギャグを披露することが多い。Aランク大会決勝では天晴ｰappareｰの選手としてナムコスターズに立ちはだかる。

ジュン
声 ｰ 高野潤
クニヨシと共にかせんじき球場周辺で練習試合を探してくれる人物。Aランク大会決勝では天晴ｰappareｰの選手としてナムコスターズに立ちはだかる。

タケトラ
声 ｰ 佐々木丈虎
クニヨシの隣にいる人物で自称『かせんじきのラッキーボーイ』。やたらとテンションが高く、パックによくアイテムをくれる。Aランク大会決勝では天晴ｰappareｰの選手としてナムコスターズに立ちはだかる。

#### その他の人物
受付小町
声 ｰ 元吉有希子
バンナ村にあるピッカリスタジアムへの転送装置の案内人。AIが搭載されており、常に丁寧口調だが時々おかしな言動をAIに登録してパックを困惑させることも。またタマーチにはフランクな口調で喋る姉の「受付小町2.0」がおり、メタルアリーナへ案内する「メタル受付小町」も存在する。

リトルリーグのメンバー
メタル星人に絡まれていたところ、ファミスラッガーに覚醒したパック達に助けられた小学生たち。ナムコスターズの初期メンバーとして協力する事になるが、「小さくて弱いから人数合わせくらいにしかならない」の弁通り、以降に仲間になるメンバーより初期能力が弱いのが欠点。

### 登場チーム
ファミストーリーではファミス対戦に登場しないオリジナルチームが数多く登場しており、ナムコスターズに立ちはだかる。ここでは例としてランク大会に登場する固有チームをメインに記載する。
ドリラーズ
Cランク大会1試合目に登場する『ミスタードリラー』の登場人物で構成されたチーム。守備力が全体的に高い。キャプテンはホリ・ススム。

テニスーズ
Cランク大会2試合目に登場する『ファミリーテニス』『スーパーファミリーテニス』『スマッシュコート』のプレイヤーで構成されたチーム。キャプテンのレッドエースを中心にバランスが取れているのが特徴的。

クロノアーズ
Cランク大会決勝に登場する風のクロノアシリーズの『風のクロノア2』以降の登場人物で構成されたチーム。パック達がいるバンナ村の隣町にあるチームで投手と機動力の高さが武器。キャプテンはクロノア。

カタマリーズ
Bランク大会1回戦に登場する『塊魂』の登場人物とイトコ達で構成されたチーム。キャプテンは王様で、王様の能力が突出して高いワンマンチーム。

ニンジャボックスィーズ
Bランク大会2回戦に登場する『ニンジャボックス』の登場人物で構成されたチーム。投手陣の高さが売りで、ランク大会の中では唯一全選手がナムコスターズ未登場となっている。キャプテンはトンカチ。

釣りスピーズ
Bランク大会3回戦に登場する『釣りスピリッツ』のオオモノと『釣りスピリッツ Nintendo Switchバージョン』の｢ぼうけんモード｣の登場人物で構成されたチーム。攻守ともにバランスがとれている。過去には『プロ野球 ファミスタ クライマックス』で釣りスピ名義でバンダイナムコスターズの選手として登場していた事がある。キャプテンはキュータ。

タイコーズ
Bランク大会決勝戦に登場する『太鼓の達人』の登場人物や踊り子で構成されたチーム。主に攻守に特化した打撃系のチーム。キャプテンは和田どん。

ゴッドイーターズ
Aランク大会1回戦に登場するゴッドイーターシリーズの1から3までの登場人物で構成されたチーム。打撃力の高い選手が多い反面、走力が比較的低い選手が多め。キャプテンはソーマ・シックザール。

テイルーズ
Aランク大会2回戦に登場するテイルズ オブ シリーズの『テイルズ オブ ファンタジア』から『テイルズ オブ ベルセリア』までの主人公達で構成されたチーム。全選手が一部の能力が極端に高かったり低かったりする一芸特化型。キャプテンはクレス・アルベイン。

ソウルキャリバーズ
Aランク大会3回戦に登場するソウルシリーズの登場人物で構成されたチーム。打撃・走塁が突出した選手が多い攻撃型。キャプテンは御剣平四郎。

テッケンズ
Aランク大会4回戦に登場する鉄拳シリーズの登場人物で構成されたチーム。パワーの高い選手が多い。なお、『SUPERワールドスタジアム'98』で選手こそ違うものの同趣旨の「鉄拳ウォリアーズ」が登場しており、作品単体での登場は2度目となる。キャプテンは三島平八。

天晴ｰappareｰ
Aランク大会決勝戦に登場するトクサンTVのトクサン達が所属するチーム。ファミス対戦でも登場しているが、一部の選手の能力が変更されているのも特徴的。キャプテンはトクサン。

シナーガシーサイズ
プロランク野球大会で12球団全てのチームに勝利すると戦うことになるチーム。実力はプロに匹敵するとも言われており、ファミコン版ファミスタシリーズに所属していた選手が多くいるのが特徴。また、このチームに勝利するとファイガ、ブリンキー、ピンキーがナムコスターズに加入することになる。キャプテンはファイガ。

## ファミスタパーティ
ファミスタ64のミニゲーム以来となる1〜4人から遊べるミニゲームモード。収録されているゲームは以下の通り。
ホームラン競走
10球以内にどれだけホームランを打てるか競う。1番多くホームランを打ったプレイヤーが勝利。
マト当て
制限時間内に動く的をピッチングで射抜き、ポイント数を稼ぎ合う。1番多くポイントを獲得したプレイヤーの勝利。
ボールキャッチング
制限時間内に無数に降り注ぐフライボールをどれだけ取れるか競い合う。1番多くボールを獲得したプレイヤーの勝利。
メタル星人バスター
巨大メタル星人、「カニボウズ」が飛ばしてくるボールをカニボウズが迫ってくる前に打ち返してやっつける協力ゲームモード。
雪合戦
ファミスタ64の同名ミニゲームをファミスタ2020にアレンジした内容。最後の一人になるまで体力を減らしていく。

## エディット
「チームエディット」と「選手エディット」が搭載。また、一部のパーツや決め球はゲームを進めて実績を解除する必要がある。
チームエディット
ゲーム内に収録されている選手やマイ選手を使用してオリジナルチームを作成していくモードで、ユニフォームやチームロゴもエディットが可能。ホーム球場はかせんじき球場で固定。
選手エディット
自分のオリジナル選手を作ることが可能。今作からは二刀流の選手も作れるようになり、バッティングフォームや装備もアレンジすることが出来る。その後は占い師の適性診断を経て野球テストを行ったあと能力を振り分けて選手を作ることが可能。ただし過去作と違い、能力を極端な選手や非常に弱い選手を作ることが不可能になっている。最初は弱い選手しか作れないが、ファミス対戦で勝ち続けたりすれば占い師の質問レベルが上がり、最強の選手を作れることも可能になる。

## 球場
NPB12球団のフランチャイズ球場（全13球場）に加え、ゲームオリジナル球場（3球場）が使用可能。

### プロ球団球場
- パシフィックリーグ
  - メットライフドーム（埼玉西武ライオンズ本拠地）
  - 福岡 PayPayドーム（福岡ソフトバンクホークス本拠地）
  - 札幌ドーム（北海道日本ハムファイターズ本拠地）
  - 京セラドーム大阪（オリックス・バファローズ本拠地）
  - ほっともっとフィールド神戸（オリックス・バファローズ準本拠地）
  - ZOZOマリンスタジアム（千葉ロッテマリーンズ本拠地）
  - 楽天生命パーク宮城（東北楽天ゴールデンイーグルス本拠地）
- セントラル・リーグ
  - MAZDA Zoom-Zoomスタジアム広島（広島東洋カープ本拠地）
  - 明治神宮野球場（東京ヤクルトスワローズ本拠地）
  - 東京ドーム（読売ジャイアンツ本拠地）
  - 横浜スタジアム（横浜DeNAベイスターズ本拠地）
  - ナゴヤドーム（中日ドラゴンズ本拠地）
  - 阪神甲子園球場（阪神タイガース本拠地）

### ゲームオリジナル球場
- ピッカリスタジアム
  - ナムコスターズ本拠地球場。ファミストーリーではランク大会や世界野球大会が行われる。過去作からデザインが大幅変更され、スタジアム裏ではジェットコースターが動くボールパークのような風貌になってているが、フェンスの高さは過去作同様他球場より少し低めのオーソドックスな球場。
- かせんじき球場
  - その名の通り河川敷に作られた球場。ファミストーリーのナムコスターズ本拠地球場。フェンスまでの距離が非常に短く、乱打戦になりやすい特徴がある。
- メタルアリーナ
  - ファミストーリーをクリアすると使用可能になるメタルズの本拠地となるドーム球場で、ファミストーリーの宇宙野球大会の試合球場。バックスクリーンにはメタルズキャプテンのメタルクンとメタル四天王の像が置いてある。

## 主題歌
オープニングテーマ「GREAT BASEBALL」
作詞 - M・A・N / 作曲 - 朝倉紀行  / 編曲 - 朝倉紀行・山本真央 /  / 歌 - 落合福嗣

エンディングテーマ「8番ライト」
作詞 - 柏野昌俊 / 作曲 - 朝倉紀行  / 編曲 - 朝倉紀行・三善雅己  / 歌 - 落合福嗣